# El duende flamenco
El duende flamenco de Paco de Lucía (Dusza flamenco Paco de Lucii) – piąty solowy album hiszpańskiego kompozytora i gitarzysty Paco de Lucii. Trzy utwory z dziesięciu zawartych na płycie, są wsparte aranżacją orkiestrową. Włączenie jej było osobistą prośbą Paco, chociaż artysta nie do końca był zadowolony z efektu końcowego.

## Lista utworów
Wszystkie utwory skomponowane przez Francisco Sánchez Gómez (Paco de Lucía)
| 1.  | "Percusión Flamenca" (z orkiestrą)              | 3:41  |
|     |                                                 |       |
| 2.  | "Barrio la Viña"                                | 3:25  |
|     |                                                 |       |
| 3.  | "Doblan Campanas"                               | 5:44  |
|     |                                                 |       |
| 4.  | "Farruca de Lucía" (z orkiestrą)                | 4:35  |
|     |                                                 |       |
| 5.  | "Tientos del Mentidero"                         | 3:27  |
|     |                                                 |       |
| 6.  | "Farolillo de Feria" (z orkiestrą)              | 4:05  |
|     |                                                 |       |
| 7.  | "De Madrugadá"                                  | 3:10  |
|     |                                                 |       |
| 8.  | "Cuando Canta el Gallo"                         | 3:48  |
|     |                                                 |       |
| 9.  | "Punta del Faro"                                | 3:57  |
|     |                                                 |       |
| 10. | "Canastera" (z udziałem Ramóna de Algeciras)[1] | 4:09  |
|     |                                                 |       |
|     |                                                 | 40:01 |
|     |                                                 |       |

## Personel
Paco de Lucía – gitara flamenco

Ramón de Algeciras – gitara

José Torregrosa – kierownictwo muzyczne, aranżacje

José Díaz Auñón – producent, inżynier dźwięku (po raz pierwszy)

Faustino Núñez – wkładka muzyczna